# Pilota

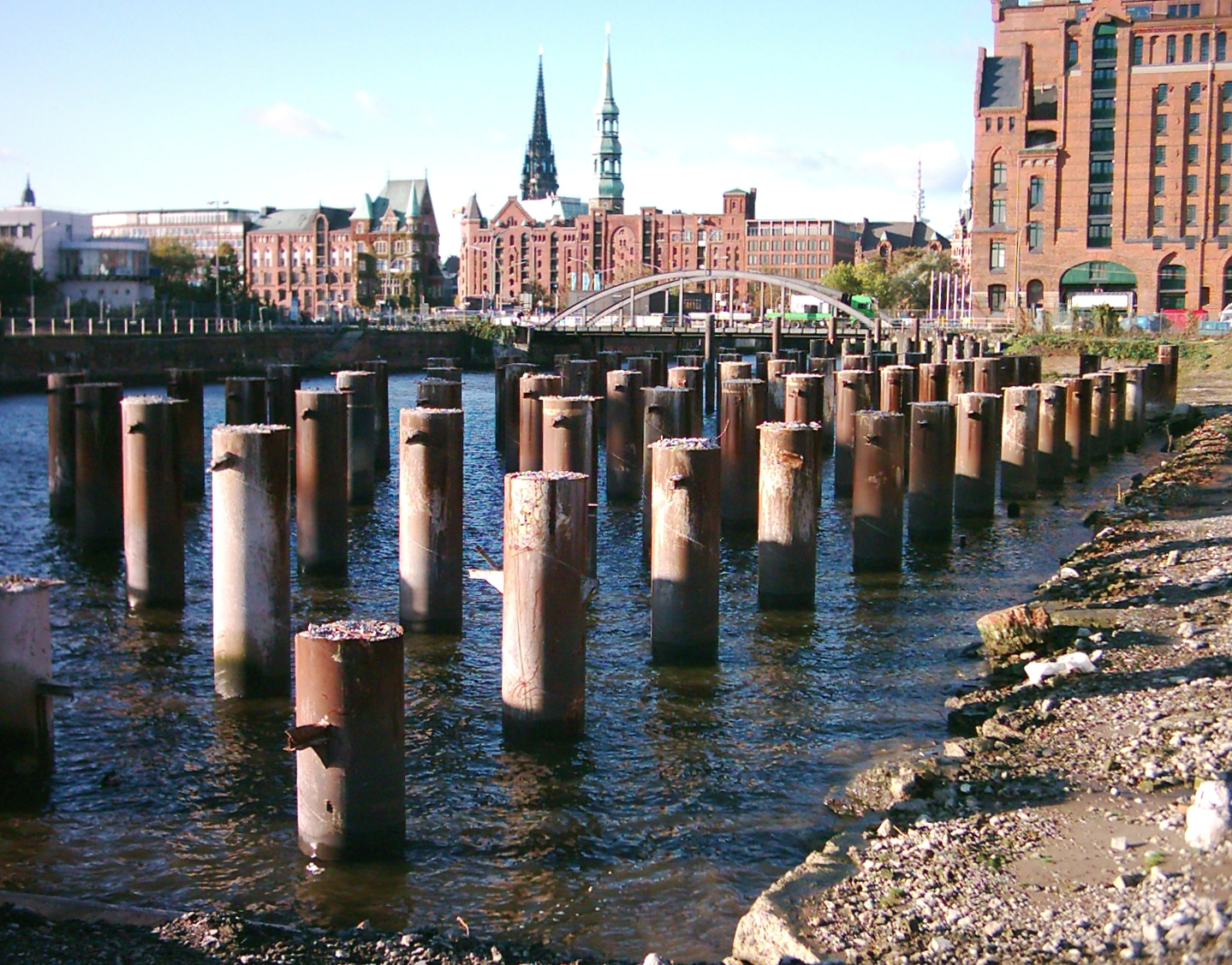
Piloty pro stavbu budov v HafenCity v Hamburku (2006)

Pilota (řidčeji též pilot, z řečtiny) je nosná základová konstrukce stavby, řazená do skupiny hlubinných základů. Piloty se používají jako podpůrné základové konstrukce v málo únosných horninách pod plošné základy, které piloty podporují. Piloty se dělí podle druhu materiálu, podle způsobu statického působení, podle průřezu a podle způsobu provádění.
V současnosti jsou nejpoužívanější vrtané velkoprůměrové betonové piloty.

## Typy pilot
- Aleksějevova pilota
- Gilbrethova pilota
- Straussova betonová pilota

## Rozdělení pilot

### Dle příčného profilu
- velkoprůměrové – větší než 0,6 m
- maloprůměrové – menší než 0,6m
- mikropiloty – menší než 0,2 m
- kořenové piloty

### Podle sklonu
- svislé
- šikmé

### Podle způsobu přenosu zatížení
- opřená pilota – přenos zatížení patou do únosného podloží. Nulový moment v patě piloty.
- plovoucí – přenos zatížení třením na plášti piloty
- vetknuté – zavrtané hlouběji do skalního podloží, přenos normálové síly patou, přenos momentu třením mezi pláštěm a skalním podložím

### Podle způsobu namáhání
- tlačené – namáhání tlakem
- tahové – přenášejí zatížení do zeminy pláštěm, případně dolním rozšířeným pláštěm
- ohýbané – přenášejí zatížení vodorovné i šikmé
- vzpěrný tlak – tvoří součást vysokého základu zatíženého tlakem

### Podle materiálu
- dřevěné
- ocelové
- betonové monolitické
- železobetonové monolitické
- z předpjatého betonu
- prefabrikované

### Podle způsobu provádění
- vháněné (beraněné)
- vrtané
- šroubované
- vibrované

Piloty se mohou provádět jako osamělé nebo skupinové.